# Município de Deerfield (condado de Warren, Ohio)
Localização do Ohio nos E.U.A.
O município de Deerfield (em inglês: Deerfield Township) é um município localizado no condado de Warren no estado estadounidense de Ohio. No ano 2010 tinha uma população de 36059 habitantes e uma densidade populacional de 851,32 pessoas por km².

## Geografia
O município de Deerfield encontra-se localizado nas coordenadas 39° 19′ 25″ N, 84° 18′ 03″ O. Segundo a Departamento do Censo dos Estados Unidos, o município tem uma superfície total de 42.36 km², da qual 41.77 km² correspondem a terra firme e (1.38%) 0.58 km² é água.

## Demografia
Segundo o censo de 2010, tinha 36059 pessoas residindo no município de Deerfield. A densidade de população era de 851,32 hab./km².